# Liste der Bodendenkmäler in Kottgeisering
Auf dieser Seite sind die Bodendenkmäler in der oberbayerischen Gemeinde Kottgeisering zusammengestellt. Diese Tabelle ist eine Teilliste der Liste der Bodendenkmäler in Bayern. Grundlage ist die Bayerische Denkmalliste, die auf Basis des Bayerischen Denkmalschutzgesetzes vom 1. Oktober 1973 erstmals erstellt wurde und seither durch das Bayerische Landesamt für Denkmalpflege geführt wird. Die folgenden Angaben ersetzen nicht die rechtsverbindliche Auskunft der Denkmalschutzbehörde.

## Bodendenkmäler in Kottgeisering
| Lage                         | Objekt | Akten-Nr.     | Bild           |
| ---------------------------- | --- | ------------- | -------------- |
| (Standort)                   | Körpergräber des frühen Mittelalters.                                                                                                | D-1-7832-0024 |                |
| (Standort)                   | Körpergräber des frühen Mittelalters.                                                                                                | D-1-7832-0036 |                |
| (Standort)                   | Grabhügel mit Bestattungen der späten Hallstattzeit und der frühen Latènezeit.                                                       | D-1-7832-0062 |                |
| (Standort)                   | Grabhügel vorgeschichtlicher Zeitstellung.                                                                                           | D-1-7832-0063 |                |
| (Standort)                   | Verebnete Grabhügel vorgeschichtlicher Zeitstellung.                                                                                 | D-1-7832-0125 |                |
| (Standort)                   | Siedlung vor- und frühgeschichtlicher Zeitstellung.                                                                                  | D-1-7832-0132 |                |
| (Standort)                   | Verebnete Grabhügel vorgeschichtlicher Zeitstellung                                                                                  | D-1-7832-0133 |                |
| Ammerseestraße 17 (Standort) | Untertägige frühneuzeitliche Befunde im Bereich der katholischen Pfarrkirche St. Valentin von Kottgeisering und ihres Vorgängerbaus. | D-1-7832-0255 | weitere Bilder |
| (Standort)                   | Verebnete Grabhügel vorgeschichtlicher Zeitstellung                                                                                  | D-1-7832-0258 |                |